# Amphicteis sibogae
Amphicteis sibogae är en ringmaskart som beskrevs av Maurice Caullery 1944. Amphicteis sibogae ingår i släktet Amphicteis och familjen Ampharetidae. Inga underarter finns listade i Catalogue of Life.